# Андрографис метельчатый
Андрографис метельчатый (лат. Andrographis paniculata), зелёная чирета (англ. green chiretta), англ. creat — многолетнее травянистое растение рода Андрографис (лат. Andrographis) семейства Акантовых (лат. Acanthaceae), произрастающее на полуострове Индостан и на острове Цейлон, культивируемое в Южной и Юго-восточной Азии и традиционно использовавшееся в аюрведческой медицине для лечения различных инфекционных заболеваний.

## Описание
Андрографис метельчатый растёт во влажных тенистых местах, представляет собой прямостоячее растение высотой 30‒110 см. Стройный стебель темно-зелёного цвета, квадратный в поперечном сечении с продольными бороздками и крыльями по углам. Листья копьевидные, гладкие (без волосков) длиной 8 см и шириной. Цветки одиночные, мелкие, розовые, расположены в рыхлых раскидистых кистях или метелках. Плод — коробочка около 2 см длиной и несколько миллиметров шириной. Плод содержит большое количество семян жёлто-коричневого цвета. Семена почти квадратные, морщинистые, голые. Цветёт с сентября по декабрь.

## Ареал
Андрографис метельчатый распространён в тропических странах Азии, часто отдельными участками. Его можно найти в различных средах обитания, таких как равнины, склоны холмов, береговые линии, а также нарушенные и возделываемые территории, такие как обочины дорог и фермы. Аборигенные популяции этого вида распространены по всей южной Индии и Шри-Ланке, что, возможно, указывает на центр происхождения и разнообразия этого вида. A. paniculata является интродуцированным видом в северных частях Индии, на Яве, Малайзии, Индонезии, в Вест-Индии и в других частях Америки. Этот вид также встречается на Филиппинах, в Гонконге, Таиланде, Брунее, Сингапуре и других частях Азии, где он может быть местным или не быть им. Также это растение культивируется во многих местах.
В отличие от других видов этого рода, A. paniculata является обычным видом для большинства мест Индии, включая равнины и холмы высотой до 500 м, что объясняет его широкое распространение.
В Индии основной источник сырья из этого растения — сбор дикоросов. Андрографис метельчатый классифицируется МСОП как растение с низким уровнем риска или вызывающим наименьшее беспокойство. Под торговой маркой Kalmegh в Индии его продаётся в среднем 2500-5000 тонн.

## Выращивание
Лучше всего растение растёт в солнечном месте. Семена высевают в мае-июне (северное полушарие). Саженцы высаживают на грядку по узлам прямоугольной сетки 60x30 см.

## Народные имена
- creat (англ.)[1]
- green chiretta (англ.)[1]
- король горечи ( (англ.) king of bitter)[6]
- phtuhs '(smau) ( (кхм.) phtuhs' — взрыв, smau — трава, от звука раскрытия спелых плодов)
- prâmat 'mnu: hs (smau) ( (кхм.) = человеческая желчная трава; вероятно, название ссылается на применение этого растения в народной медицине)
- ฟ้า ทะลาย โจร (RTGS[англ.]: fa thalai chon (тайск.) = Небеса проливаются на грабителя)
- 穿心莲, chuan xin lian (стандартный китайский[англ.])[7]
- roi des amers (фр.)[1]

## Применение

### Альтернативная медицина

#### Традиционное использование
A. paniculata использовалась в сиддхе и аюрведической медицине и продвигается как пищевая добавка для профилактики и лечения рака. При этом нет никаких доказательств эффективности препаратов этого растения при лечении онкологических заболеваний.
В традиционной медицине Индии A. paniculata также использовалась для лечения желтухи.
A. paniculata также традиционно использовалась в Индии и Китае для лечения простуды и гриппа. Проведённые на 2017 год экспериментальные проверки не дают оснований утверждать об эффективности такого лечения из-за низкого качества исследований.

#### COVID-19
На фоне вспышки COVID-19 в Таиланде в декабре 2020 года министерство здравоохранения страны одобрило использование экстракта растения для пилотной программы альтернативного лечения. В июле 2021 года Кабинет министров Таиланда одобрил использование зелёной чиретты для лечения бессимптомных пациентов с COVID после того, как Департамент исправительных учреждений Таиландазаявил, что препарат полезен для заключенных. Траву вводили примерно 11 800 заражённым заключённым, и 99 % из них выздоровели. Утверждения относительно его эффективности в качестве терапевтического средства против COVID являются необоснованными и спорными.

#### Безопасность препарата
Обзор 2012 года показал, что экстракты A. paniculata могут ингибировать экспрессию нескольких ферментов цитохрома С и, таким образом, влиять на метаболизм других фармацевтических препаратов. Обзор 2019 года показывает, что соединения A. paniculata имеют плохую растворимость и относительно низкую активность, а полусинтетические производные для инъекций могут иногда вызывать опасные для жизни аллергические реакции.

### Еда
В Камбодже сушеный корень, мацерированный в спирте, употребляется в качестве аперитива, а из семян образуется чёрное желе, называемое чахуой кхмау.

## Химический состав
Андрографолид является основным компонентом, извлекаемым из листьев растения, и представляет собой бициклический дитерпеноид лактона. Это горькое вещество было выделено в чистом виде Гортером (англ. Gorter) в 1911 году.
В 2010-х были проведены систематические исследования химии A. paniculata.
Выявленные в растении вещества:
- 14-дезокси-11-дегидроандрографолид;
- 14-дезокси-11-оксоандрографолид;
- 5-гидрокси-7,8,2 ', 3'-тетраметоксифлавон;
- 5-гидрокси-7,8,2'-триметоксифлавон (в культуре ткани растения);
- Андрографин (в корне растения);
- Андрографолид;
- Неоандрографолид;
- Паниколин (в корне растения);
- Паникулид-А;
- Паникулид-Б;
- Паникулид-C.